# Volodymyr Stelmakh
Volodymyr Semenovych Stelmakh (en ukrainien : Володимир Семенович Стельмах ; né le 18 janvier 1939 à Oleksiivka dans l'oblast de Soumy) est un banquier, économiste et homme politique ukrainien. Il a été gouverneur de la Banque nationale d'Ukraine de 2000 à 2002, puis de 2004 à 2010.

## Biographie
En 1967, Volodymyr Stelmakh sort diplômé de l'Institut d'économie de Kiev, avant d'entamer une carrière dans le milieu bancaire.
En janvier 2000, Volodymyr Stelmakh obtient le poste de gouverneur de Banque nationale d'Ukraine, en remplacement de Viktor Iouchtchenko, nommé premier ministre. Il occupe ce poste jusqu'en décembre 2002, date à laquelle il en est évincé par le Parlement.
D'après Stelmakh, l'un des principaux instigateurs de son départ forcé est le premier ministre de l'époque Anatoliy Kinakh, qui souhaitait masquer la faiblesse des ressources de l'État dans le budget 2002, en augmentant la masse monétaire en circulation. En tant que gouverneur de la Banque nationale, Stelmakh se serait opposé fermement à une telle mesure, risquée pour ce qui est de l'inflation.
Le 16 décembre 2004, Stelmakh est une nouvelle fois nommé gouverneur de Banque nationale d'Ukraine, sur proposition du président Leonid Koutchma.
Le 21 août 2007, il reçoit la distinction d'Héros d'Ukraine, plus haut titre honorifique du pays.
Il est candidat lors des élections législatives ukrainiennes de 2007, en 28e position sur la liste Notre Ukraine. Cependant, Stelmakh décline le mandat de député afin de conserver celui de gouverneur.
En février 2010, Stelmakh est décoré de l'Ordre de Iaroslav le Sage (2e classe) par le président Viktor Iouchtchenko.
Le 23 décembre 2010, Volodymyr Stelmakh est remplacé dans ses fonctions par Serhiy Arbuzov. Stelmakh devient dès lors conseiller du président Viktor Ianoukovytch.